# Bohuslän
 (avril 2017).
Si vous disposez d'ouvrages ou d'articles de référence ou si vous connaissez des sites web de qualité traitant du thème abordé ici, merci de compléter l'article en donnant les références utiles à sa vérifiabilité et en les liant à la section « Notes et références ».
Pour l’article homonyme, voir Archipel du Bohuslän.
Le Bohuslän  est une des 25 provinces historiques (landskap) de la Suède sur la côte occidentale du pays, s'étendant du nord de Göteborg à la Norvège.   
Sa principale ville est Uddevalla. Aujourd'hui, la province de Bohuslän est comprise dans le comté de Gothie occidentale (Västra Götalands län).

## Géographie
La province est limitée au nord par la Norvège, au nord-est par la province du Dalsland, au sud par la province du Västergötland et à l'ouest par le Skagerrak. 
Bohuslän signifie « fief de Bohus ». En effet, le principal fort qui défendait la province des attaques suédoises est le fort de Bohus (Bohus fästning) et län se traduit par « fief ».

## Histoire
Il abrite environ 20 000 gravures rupestres dont celles de Tanum datées du début de l'âge du bronze (1500–500 av. J.-C.) et classées au patrimoine mondial de l'UNESCO.
La province, jusqu'alors norvégienne, a été livrée par le Danemark à la Suède au traité de Roskilde du 26 février 1658.
Le Bohuslän profita pleinement de l'essor de la pêche au hareng au cours du XVIIe siècle. La pêche est toujours une activité importante, mais dépassée aujourd'hui par le tourisme. En effet, la côte sur le Skagerrak est bordée de multiples îles et récifs très attrayants.

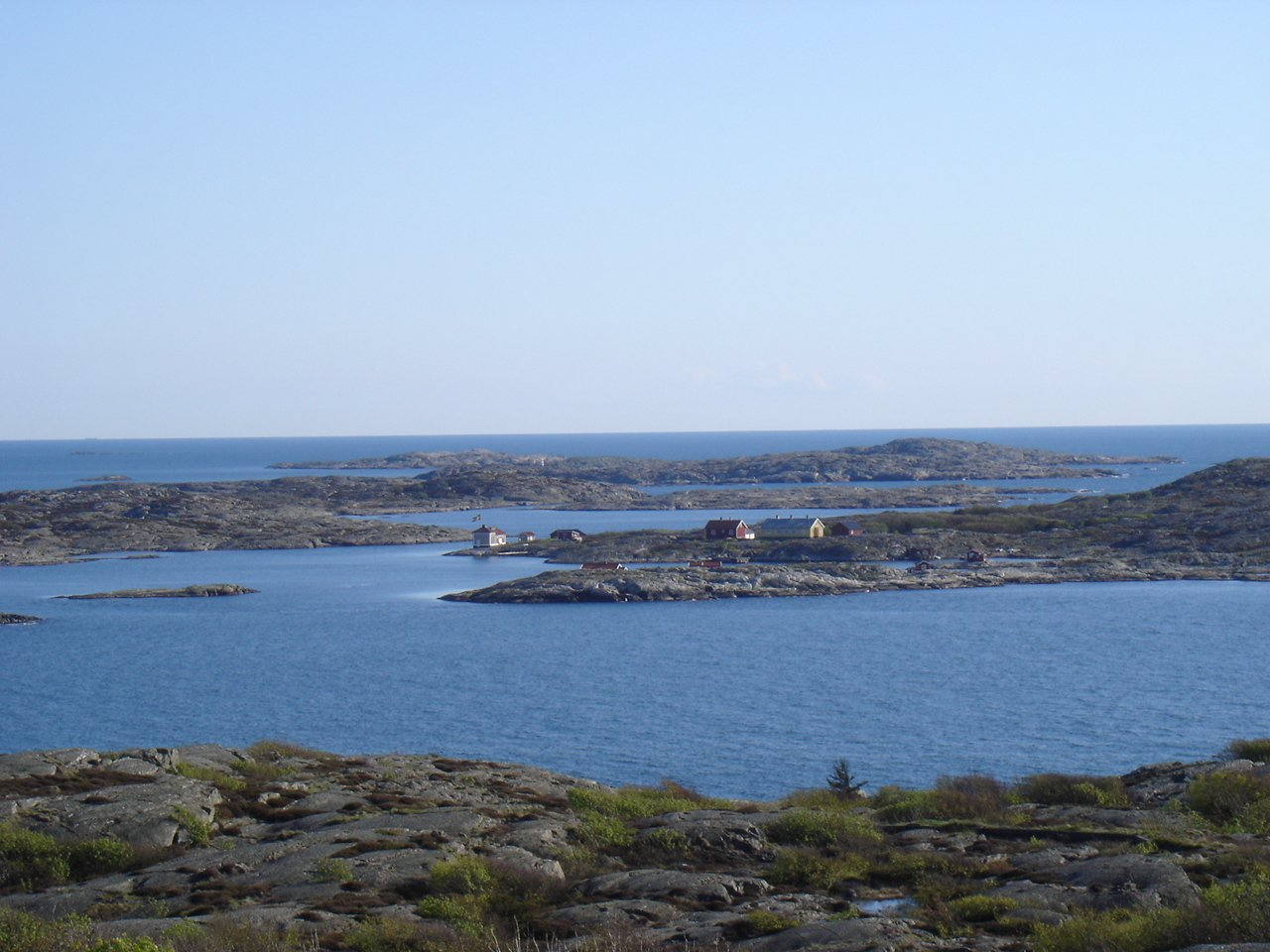
Paysage insulaire de Bohuslän (archipel de Marstrand).
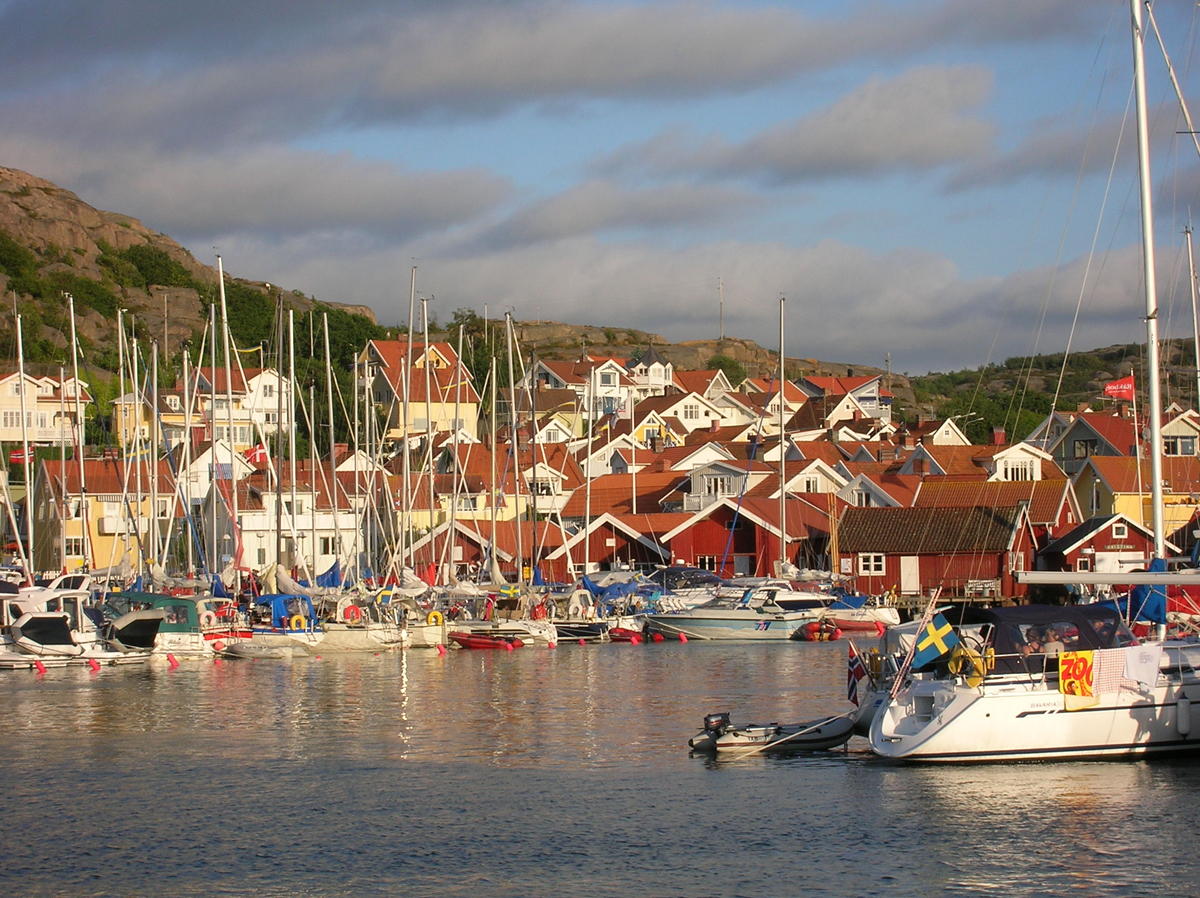
Le port de Hunnebostrand, ancien village de pêche sur la côte du Bohuslän.
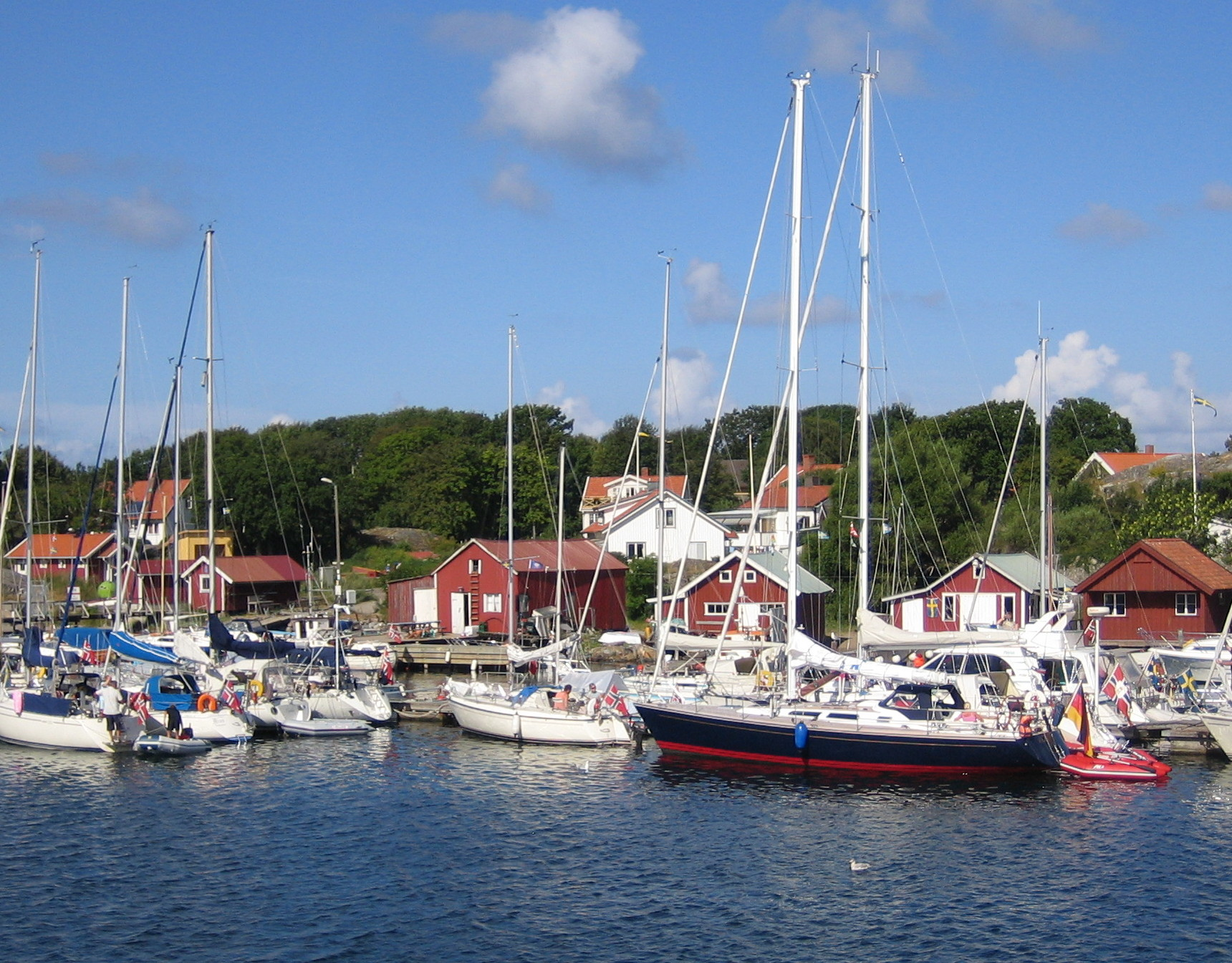
L'archipel de Koster, près de Strömstad.
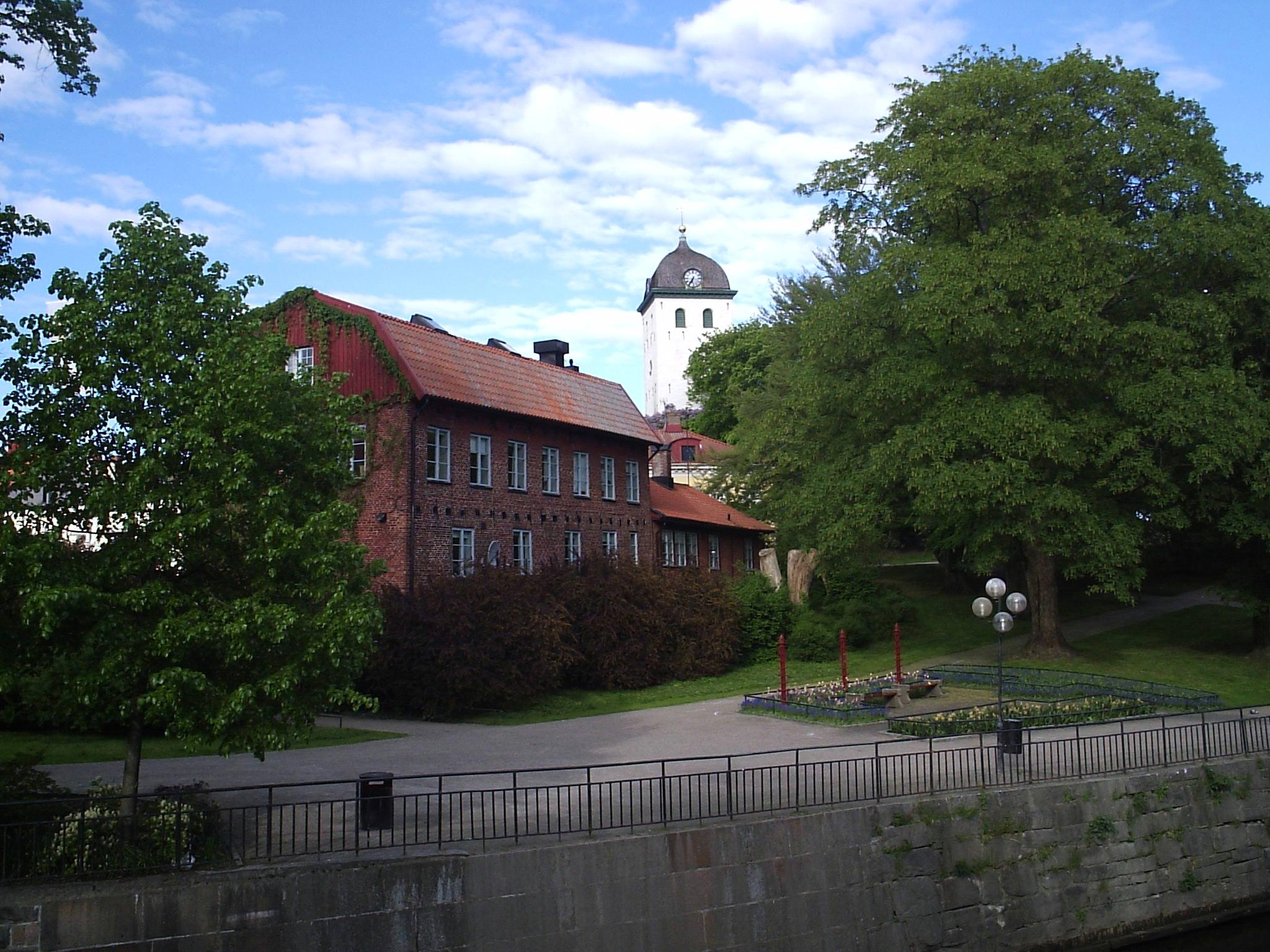
L'office de tourisme et le clocher d'Uddevalla.
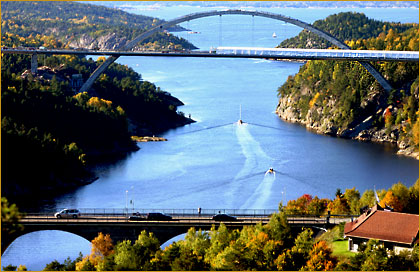
La frontière avec la Norvège à Svinesund.
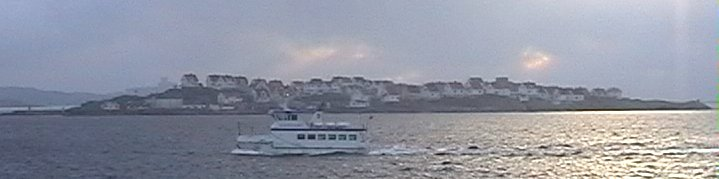
Åstol, rocher avec un village dans le Cattégat, dans la commune de Tjörn.